# Herbert Poole
Pour les articles homonymes, voir Poole (homonymie).
Pas d'image ? Cliquez ici

a Compétitions nationales et continentales officielles uniquement.

b Matchs officiels uniquement.
Herbert Poole dit Dick Poole, né le 27 novembre 1930 à Surry Hills (Australie) et mort le 13 juin 2025, est un joueur et entraîneur australien de rugby à XIII évoluant au poste de centre, d'ailier ou de demi d'ouverture dans les années 1950 et 1960.

## Biographie
Il effectue la majeure partie de sa carrière sportive à Newtown avec lequel il atteint à deux reprises la finale du Championnat de Nouvelle-Galles du Sud en 1954 et 1955, puis la clôt à Western Suburbs. Entraîneur-joueur de Newton, il le devient également en plus du capitanat avec la sélection d'Australie lors de la première victoire de l'Australie en Coupe du monde en 1957 accompagné de Brian Carlson, Norm Provan, Kel O'Shea, Ken Kearney et Brian Clay.

## Palmarès

### En tant que joueur
- Collectif :
  - Vainqueur de la Coupe du monde : 1957 (Australie).
  - Finaliste du Championnat de Nouvelle-Galles du Sud : 1954 et 1955 (Newtown).

### En tant qu'entraîneur
- Collectif :
  - Vainqueur de la Coupe du monde : 1957 (Australie).
  - Finaliste du Championnat de Nouvelle-Galles du Sud : 1955 (Newtown).